# Laccogrypota inca
Laccogrypota inca är en insektsart som beskrevs av Schmidt 1920. Laccogrypota inca ingår i släktet Laccogrypota och familjen spottstritar. Inga underarter finns listade i Catalogue of Life.